# Niezależny ciąg zasilania
Niezależny ciąg zasilania (NCZ) - jest to każdy zespół elementów sieciowych (linii, rozdzielni, transformatorów) dostawcy energii elektrycznej w normalnym układzie pracy, poprzez które energia elektryczna jest dostarczana do urządzeń elektroenergetycznych odbiorcy. Każdy niezależny ciąg zasilania obejmuje:
- sieć na napięciu zasilania urządzeń elektroenergetycznych;
- redukcyjną stację zasilającą tę sieć;
- sieć wyższego poziomu napięcia, do której są przyłączone stacje redukcyjne.

Żaden z elementów niezależnego ciągu zasilania, z wyjątkiem układu samoczynnego załączenia rezerwy oraz łączników sprzęgłowych, nie może wchodzić w skład drugiego i dalszych niezależnych ciągów zasilania.